# Adaina invida
Adaina invida là một loài bướm đêm trong họ Pterophoridae. Loài bướm đêm này được tìm thấy ở Brasil (São Paulo), Costa Rica và Panama. Con trưởng thành có sải cánh dài 12–13 mm. Ngực, màu nâu nhạt, ngực giữa và bụng màu nâu son nhạt. Con trưởng thành bay vào tháng 1, 7 và 10 trong năm. Ấu trùng ăn các loài thực vật Senecio brasiliensis..